# Ulstein
Ulstein és un municipi situat al comtat de Møre og Romsdal, Noruega. Té 8.430 habitants (2016) i té una superfície de 97.42 km². El centre administratiu del municipi és el poble d'Ulsteinvik.